# This Old Dog
This Old Dog è il terzo album in studio del cantautore e polistrumentista canadese Mac DeMarco, pubblicato nel 2017.

## Tracce
Testi e musiche di Mac DeMarco.
1. My Old Man – 3:41
2. This Old Dog – 2:30
3. Baby You're Out – 2:37
4. For the First Time – 3:02
5. One Another – 2:46
6. Still Beating – 3:01
7. Sister – 1:18
8. Dreams from Yesterday – 3:27
9. A Wolf Who Wears Sheeps Clothes – 2:49
10. One More Love Song – 4:01
11. On the Level – 3:47
12. Moonlight on the River – 7:02
13. Watching Him Fade Away – 2:23